# Билалович, Кенан
Кенан Билалович (швед. Kenan Bilalovic; род. 22 июня 2005) — шведский футболист, полузащитник «Вернаму».

## Клубная карьера
Футболом начал заниматься в клубе «Вернаму Сёдра», откуда перешёл в главную команду города — «Вернаму». 19 августа 2022 года подписал с клубом молодёжный контракт, рассчитанный на три года. 24 октября того же года впервые попал в заявку основной команды на матч Алльсвенскана с «Норрчёпингом», но на поле не появился. Дебют в чемпионате Швеции состоялся 16 апреля 2023 года в матче третьего тура нового сезона с тем же с «Норрчёпингом», в котором Билалович вышел на замену на 85-й минуте вместо Симона Терна.

## Клубная статистика
| Выступление      | Выступление      | Выступление      | Лига | Лига | Кубки | Кубки | Конт. кубки | Конт. кубки | Итого | Итого |
| Клуб             | Лига             | Сезон            | Игры | Голы | Игры  | Голы  | Игры        | Голы        | Игры  | Голы  |
| ---------------- | ---------------- | ---------------- | ---- | ---- | ----- | ----- | ----------- | ----------- | ----- | ----- |
| Вернаму          | Алльсвенскан     | 2023             | 1    | 0    | 0     | 0     | 0           | 0           | 1     | 0     |
| Вернаму          | Итого            | Итого            | 1    | 0    | 0     | 0     | 0           | 0           | 1     | 0     |
| Всего за карьеру | Всего за карьеру | Всего за карьеру | 1    | 0    | 0     | 0     | 0           | 0           | 1     | 0     |